# غوس الكسندر
غوس الكسندر (بالإنجليزية: Gus Alexander)‏ (10 يناير 1934 في المملكة المتحدة - 3 يناير 2010 في المملكة المتحدة) هو لاعب كرة قدم بريطاني في مركز نصف الجناح. لعب مع نادي بيرنلي ونادي ساوثبورت ونادي يورك سيتي ونادي ووركينغتون.